# Böhming
Böhming ist ein Ortsteil des Marktes Kipfenberg im oberbayerischen Landkreis Eichstätt.

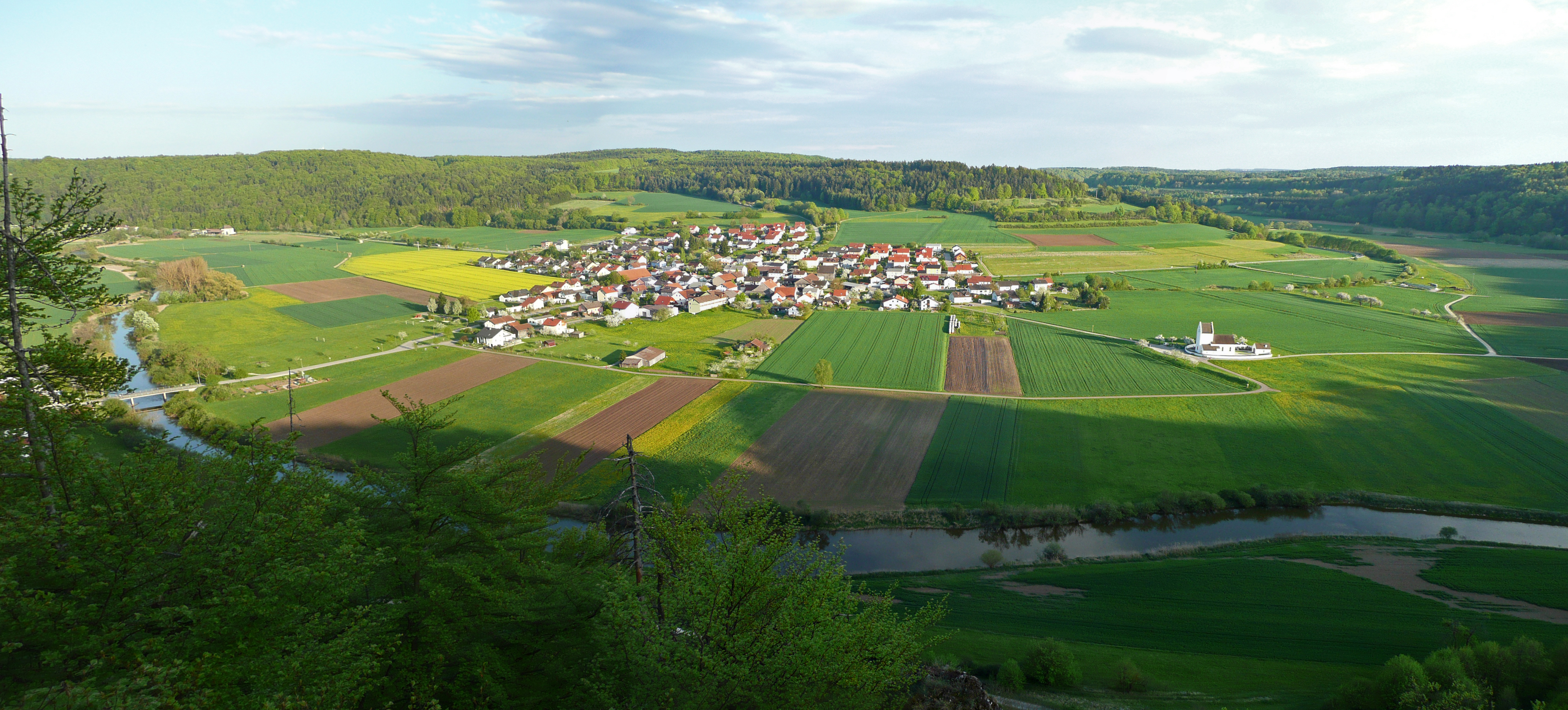
Böhming

## Lage
Das Kirchdorf liegt in der südlichen Fränkischen Alb (Altmühlalb) im Altmühltal südwestlich des Gemeindesitzes Kipfenberg. Vom linken Talrand fließt der Altmühl durch den Ort ein Quellbach zu.

Kastellplan

## Geschichte
Aus vorgeschichtlicher Zeit wurde unter anderem 1978 ein altsteinzeitlicher Faustkeil aus Jurahornstein gefunden; nahezu alle kulturgeschichtlichen Epochen haben hier Spuren hinterlassen.
Vermutlich unter dem römischen Kaiser Hadrian (117–138) wurde westlich des heutigen Ortes ein 95 × 78 m großes Numeruskastell zur Sicherung des Altmühlübergangs des Limes bei Kipfenberg errichtet; der römische Kastellname ist nicht überliefert. In den Markomannenkriegen (166–180) zerstört, erfolgte 181 unter Kaiser Commodus ein Wiederaufbau mit Erdwall und steinerner Ummauerung, wie eine erhalten gebliebene Bauinschrift vom Westtor des Kastells berichtet. Nach einer erneuten Zerstörung bei einem der Angriffe der Alamannen 232/233, vermutlich 242/244, spätestens aber 259/260 wurden Kastell und Lagerdorf nicht wiedererrichtet. 1898 von Friedrich Winkelmann ausgegraben, sind Reste der Umwallung noch sichtbar. Südwestlich des Kastells standen ein Tempel der Fortuna redux und ein kleines römisches Militärbad.
Auf dem zu Böhming gehörenden Michelsberg wurde um 330 eine germanische Gauburg gegründet. Später stand dort die heute nur noch in den Fundamenten vorhandene Michaelskirche. An ihr wurde 1756 eine Einsiedlerklause errichtet, die, inzwischen verwaist, 1819 abgebrochen wurde.
Der Ort wurde erstmals 1186 erwähnt, als Papst Urban III. dem Domkapitel in Eichstätt Besitzrechte in „Bemingen“ bestätigte. Der Ortsname könnte auf einen bajuwarischen Sippenführer Pammo zurückgehen. 1198 ist ein Ortsadel von „Pemmingen“ nachweisbar. Bis 1426 war Böhming eine eigene Pfarrei und ist seitdem eine Filiale von Kipfenberg; der letzte Böhminger Pfarrer hieß Conrad Pöpperlein. Im 15. Jahrhundert wurde in Böhming zwei Wochen nach Ostern Gericht gehalten, das sogenannte Osterrecht. Der Zehnt war im 16. Jahrhundert dem Willibaldschor in Eichstätt inkorporiert und ging später an den Pfarrer von Kipfenberg über. 1621 kam es zum Leihverkauf der Lohmühle (bei den Steghäusern; 1927 abgerissen) und eines Hopfngärtls, darinnen ein starken Brunnen entspringt an Bischof Johann Christoph von Westerstetten (der Hopfen wurde in der Böhminger Flur bis 1943 angebaut). 1631 hatte der Fürstbischof 17 Böhminger Untertanen.
Bis zur Säkularisation gehörte Böhming mit seinen 20 Höfen, darunter eine Walkmühle, zum unteren Hochstift Eichstätt und darin zum Pfleg- und Kastenamt Kipfenberg.
Bei der Säkularisation kam das untere Hochstift und mit ihm Böhming 1803 an Großherzog Erzherzog Ferdinand III. von Toskana und 1806 an das Königreich Bayern. In ihm gehörte das Dorf zum Landgericht Kipfenberg. 1808 bildete Böhming zusammen mit Regelmannsbrunn und Kipfenberg den Steuerdistrikt Kipfenberg im Altmühlkreis, 1810 im Oberdonaukreis. 1818 wurde die Gemeinde Böhming mit Anschluss der Einöde Regelmannsbrunn wieder selbständig. 1830 hatte Böhming in 21 Anwesen 134 Einwohner, 1861 hatte der Ort 57 Gebäude und 158 Einwohner, 1950 in 34 Anwesen 229 Einwohner. Von 1951 bis 1966 existierte in Böhming eine amtliche Wetterstation des Wetteramtes Nürnberg. 1966 wurde die 1945 teilgesprengte und 1952 instandgesetzte Altmühlbrücke durch einen Beton-Neubau ersetzt.
Zum Bezirksamt, später zum mittelfränkischen Landkreis Eichstätt gehörend, schloss sich Böhming bei der bayerischen Gebietsreform am 1. April 1971 dem Markt Kipfenberg an. Am 1. Juli 1972 vollzog sich im Zuge der Landkreisreform der Wechsel von Mittelfranken nach Oberbayern.
1983 lebten 400 Einwohner im Dorf, hauptsächlich Arbeitnehmer, aber auch Landwirte in vier Vollerwerbs- und 15 Nebenerwerbsbetrieben. Durch Neubaugebiete stieg die Einwohnerzahl bis in die Gegenwart auf über 600 an. Das Alte Schulhaus (von 1922/24) in der Ortsmitte wurde 2003 saniert und zu einem Jugend- und Vereinshaus umgestaltet.

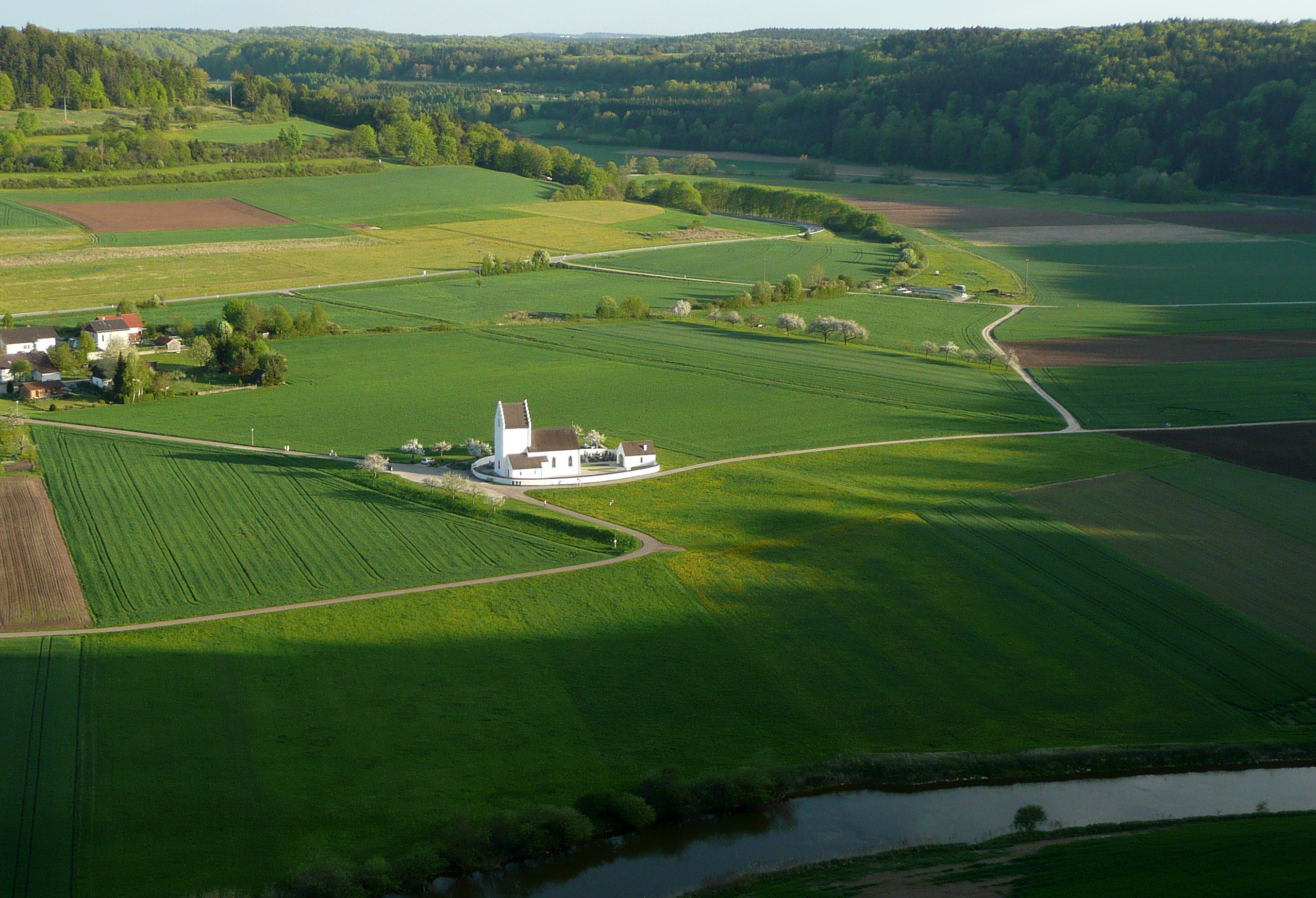
Die im ehemaligen Kastell stehende Dorfkirche

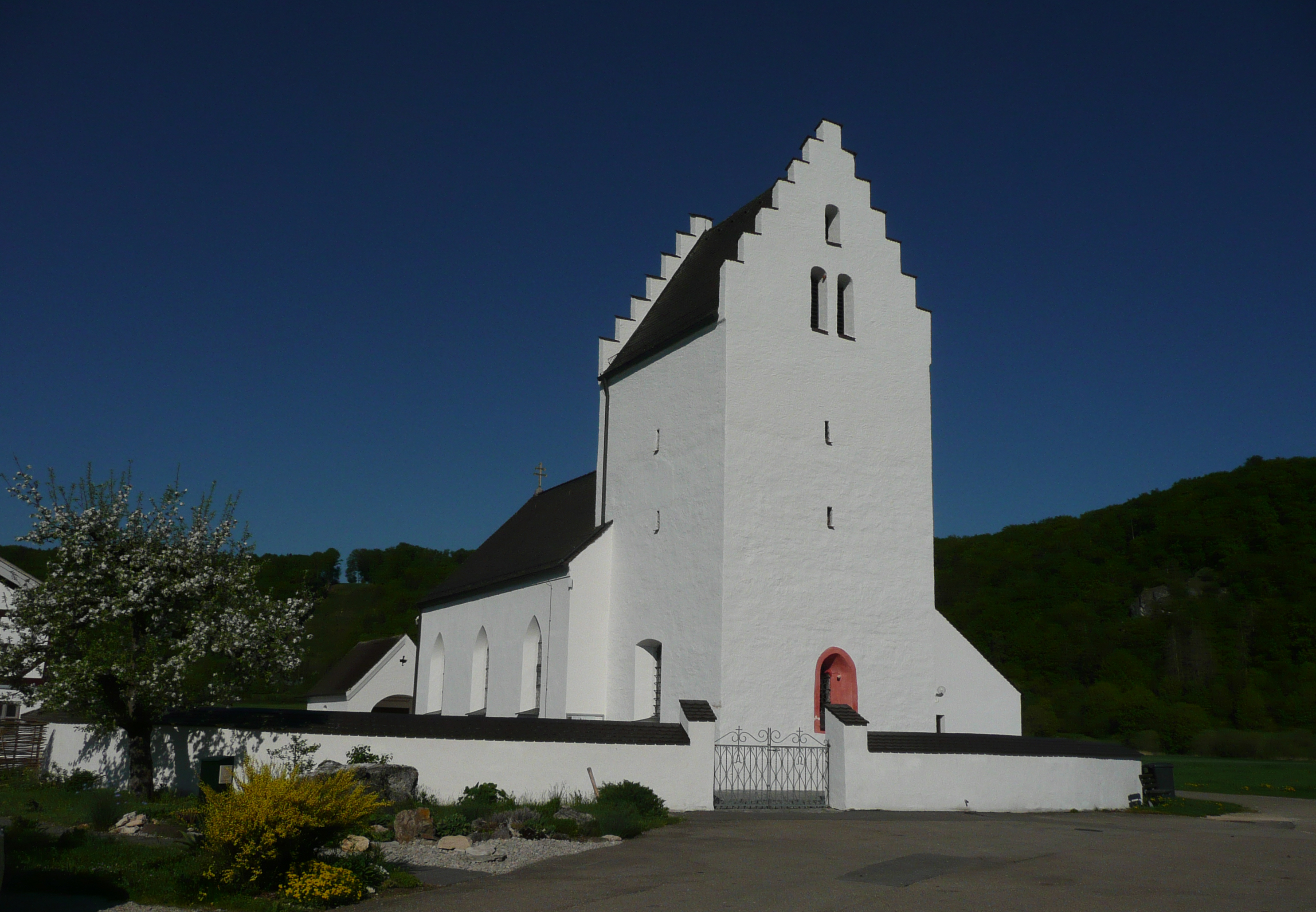
St. Johannes der Täufer

## Katholische Filialkirche
Die zur Pfarrei Kipfenberg gehörende Filialkirche St. Johannes der Täufer steht außerhalb des Dorfes im Bezirk des ehemaligen Römerkastells inmitten eines ummauerten Friedhofs. Die erste, von Bischof Otto von Eichstätt zwischen 1182 und 1189 geweihte Kirche wurde in der zweiten Hälfte des 15. Jahrhunderts durch einen Neubau ersetzt. Von diesem ist noch der Turm mit Treppengiebeln und Satteldach erhalten; in ihm hängen drei Glocken (13. Jahrhundert; 1681; 1960). Das Langhaus wurde im 19. Jahrhundert im neugotischen Stil neu errichtet und 1871 konsekriert. Der Chor mit Rippenkreuzgewölbe befindet sich im Ostturm. Die Flachdecke des Langhauses zeigt Gemälde von Alois Süßmayr. Der barocke Hochaltar vom Ende des 17. Jahrhunderts ist eine dreiteilige Anlage mit korinthischen Säulen; die drei Gemälde zeigen die Taufe Christi, den Evangelisten Johannes und den Heiligen Gregor. Auf den zweisäuligen Seitenaltären aus der Mitte des 17. Jahrhunderts stehen in Muschelnischen der Diözesanheilige Willibald (Figur von 1510/20) und eine Marienfigur (um 1500). Die Kanzel stammt von 1630/50. – Das ehemalige Mesneranwesen (2007 saniert) neben der Kirche ist ein Fachwerkbau mit Legschieferdach von 1775. 2007 wohnten in Böhming 487 Katholiken.

## Sonstiges
- Ein alter Spruch, der in Bezug auf die Wohlhabenheit des Dorfes zu sehen ist, lautet: „Wenn einer vom Himmel fällt, muss er nach Böhming fallen.“
- Um 1800 schreibt Johann Kaspar Bundschuh über Böhming: „Feldbau, Wiesgrund und Viehzucht ist dort vortrefflich, deswegen auch die Unterthanen wohlhabend sind, und Böhming der beste Ort im ganzen Amte Kipfenberg genennt wird.“[5]
- Es gibt in der Nähe am Talrand einen Startplatz für Drachen- und Gleitschirmflieger.
- 1975 errichtete die Böhminger Freiwillige Feuerwehr am Weg nach Kipfenberg eine Mariengrotte, die heute vom Altmühltalradweg berührt wird.
- Naturschutzgebiet Arnsberger Leite

## Persönlichkeiten
- Anton Gäck (* 1902; † 1983), Kreisheimatpfleger, 1934–1967 Lehrer in Böhming, 1967 zum (ersten und einzigen) Ehrenbürger von Böhming ernannt.

## Vereine
- Freiwillige Feuerwehr Böhming (1887 gegründet; ab 1931 Verein)
- Obst- und Gartenbauverein Böhming (1951 gegründet)